# Sophus Baagoe
Sophus Baagoe (Flensburg, 4 de Março de 1915 - 14 de Maio de 1941) foi um piloto alemão durante a Segunda Guerra Mundial tendo voado um total de 95 missões de combate, onde atingiu 14 vitórias aéreas confirmadas.
Foi promovido para a patente de Leutnant no dia 1 de Abril de 1937, patente esta que teve até o início da Segunda Guerra Mundial.
No início da Segunda Guerra Mundial, Baagoe estava servindo na 8/ZG 26 onde pilotava os caças bimotores Bf 110. A sua primeira vitória aérea veio no dia 12 de Maio de 1942 ao abater um caça Morane, tendo abatido diversas aeronaves durante a Campanha Francesa, tendo alcançado um total de 13 vitórias até o mês de Setembro de 1940, sendo destas, 9 obtidas na Batalha da Inglaterra.
Após a campanha na Inglaterra, o III/ZG 26 foi enviado para o Mediterrâneo, onde abateu a sua 14 e última aeronave inimiga no dia 20 de Abril de 1941, sendo esta um Hurricane, caça da RAF, sobre o porto do Pireu, durante a Invasão da Grécia. Após este fronte, a III/ZG 26 foi enviado para auxiliar a captura de Creta. No dia 14 de maio de 1941, o Oberleutnant Baagoe teve o seu Bf 110 D-3 (W.Nr. 4290) atingido sobre Heraclião, a aeronave inimiga era pilotado pelo piloto da Nova Zelândia D F Westenra (9.333 confirmadas, 2 prováveis e 4 danificados) do 1430 Flight da RAF.
Baagoe acabou morrendo em ação e foi promovido postumamente com a Cruz de Cavaleiro da Cruz de Ferro no dia 14 de Junho de 1941.